# Composite-Code
Ein Composite-Code, auch Doppelcode-Symbol genannt, ist ein spezieller Strichcode, der sich aus einem linearen Strichcode (1D) und einem zusätzlichen 2D-Code zusammensetzt. Mit Hilfe eines separaten Musters werden beide Codeteile voneinander getrennt. Bisherige Lesegeräte können die Primäridentifikation im 1D-Codeteil immer noch lesen, allerdings erfordert die Erkennung der im 2D-Codeanteil zusätzlich enthaltenen Information neue 2D-Lesegeräte.
In der 2D-Komponente kann ein Hersteller Zusatzinformationen mit Hilfe der Application Identifier zu dem entsprechenden Produkt nach eigenen Anforderungen darstellen. GS1 empfiehlt die Nutzung, um insbesondere das Verfallsdatum und die Chargennummer zu verschlüsseln, da es gesetzlich vorgeschrieben ist, diese Informationen zumindest klarschriftlich auf Produkten, Lebensmitteln und im Gesundheitswesen anzugeben.